# スモーブロー
スモーブロー（デンマーク語: smørrebrød）は、デンマークの伝統料理。オープンサンドイッチの一種。

## 概要
デンマーク語で「スモー」はバターを意味し、「ブロー」はパンを意味する。当初は、前夜の残り物をパンに乗せたものであったが、次第に専用のパンを焼き、専用の具材を乗せる形式に変化した。
デンマークではオープンサンドイッチが好まれているが、最もカジュアルなクリムから、ハーフサイズのパンに具材を乗せるマダー、フルサイズのパンに具材を乗せるオゥントナムもある。スモーブローはパンが見えなくなるほど具材を大量に乗せるのが特徴である。
デンマークではランチの定番となっており、スモーブローを専門に提供する店もある。

## 作り方
パンはライ麦パンを使用することがオーソドックスであるが、フランスパンのバゲットもよく用いられる。バゲットを用いる場合、断面積を大きくするために斜めに切る。
ライ麦パンの場合、周辺を落として皿に置き「スプレッド」と呼ばれるものをパンに塗る。スプレッドにはバターが用いられることが多いが、サワークリームやマスタードも使用される。「ポリッグ」と呼ばれる具材をスプレッドを塗ったパンに乗せる。必要、好みに応じてポリッグにトッピングを乗せる。

## 食べ方
カジュアルなクリムは通常のサンドイッチのように手で持って食べても良いが、スモーブローだとナイフとフォークを用いて切り分けて、パンと具材をいっしょに口に運ぶ。

## 伝統的なスモーブロー
伝統的なスモーブローには以下のようなものがある。
- Dyrlægens natmad（獣医の夜食）：黒ライ麦パンひと切の上にレバーペースト（leverpostej）を塗って、saltkød（塩漬け牛肉）の薄切りとsky（肉の煮凝り）を乗せる。更に生のオニオンリングとコショウソウで飾る[5]。
- Røget ål med røræg：黒ライ麦パンの上にウナギの燻製を乗せ、スクランブルエッグ、ハーブ、およびレモン薄切りを乗せる。
- Leverpostej：温かいレバーペーストを荒切りして黒ライ麦パンに乗せ、ベーコンやキノコのソテーをトッピングする。レタスやキュウリの酢漬け薄切りを追加することもある。
- ローストビーフ：薄切りを黒ライ麦パンに乗せ、1人分のレムラード・ソースをトッピングし、ホースラディッシュの千切りとカリカリのオニオンフライを散らして飾り付ける。
- ローストポーク（ribbensteg）：薄切りを黒ライ麦パンに乗せ、ムラサキキャベツをトッピングし、オレンジの薄切りを飾り付ける。
- Rullepølse（豚肉ロールの塩漬け）：肉の煮凝り、タマネギ、トマトの薄切りとパセリ。
- タルタルステーキ：塩コショウし、黒ライ麦パンに乗せて、生のオニオンリング、ホースラディッシュのすりおろしと卵黄をトッピングする。
- Røget laks（スモークサーモン）：冷燻したサーモンの薄切り数枚を白パンに乗せ、小エビをトッピングして薄切りレモンと新鮮なディルを飾り付ける。
- Stjerneskud（流れ星）：バターを塗ったトーストに魚を2切れ乗せる。1切れは蒸した白身魚で、もう1切れはrødspætteと呼ばれるプレイスのフライである。上には小エビを山盛りに盛りつけて、マヨネーズ1さじ、薄切りキュウリ、キャビアまたは代用のランプフィッシュの魚卵、レモン1切れで飾る[6]。
- Smushi（スムシ) - 日本の寿司に発想を得たスモーブロー[2][7][8]。通常のスモーブローよりも小さく、いろいろな種類を食べて楽しめることから、女性に人気が高い[7][8]。

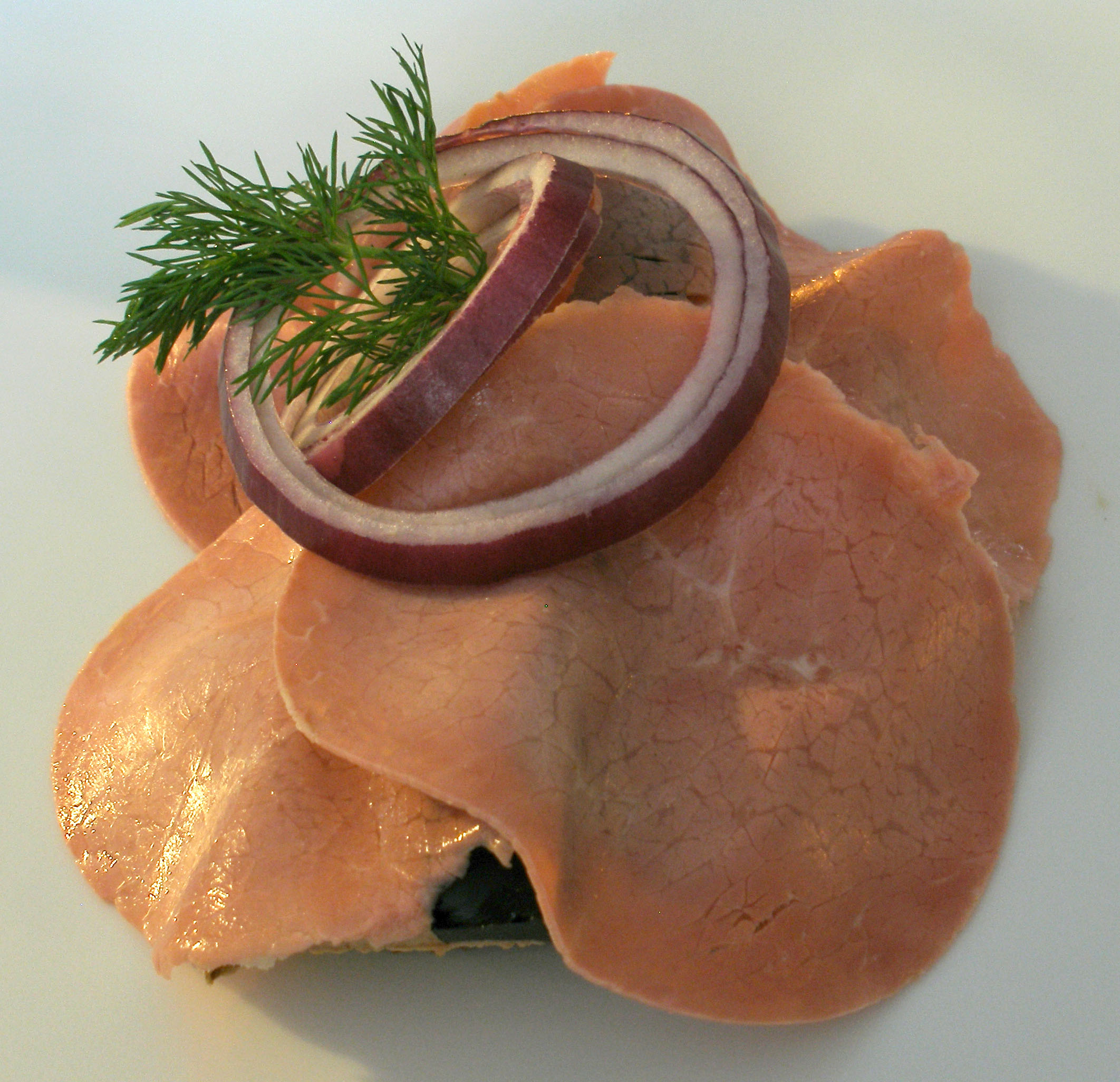
獣医の夜食
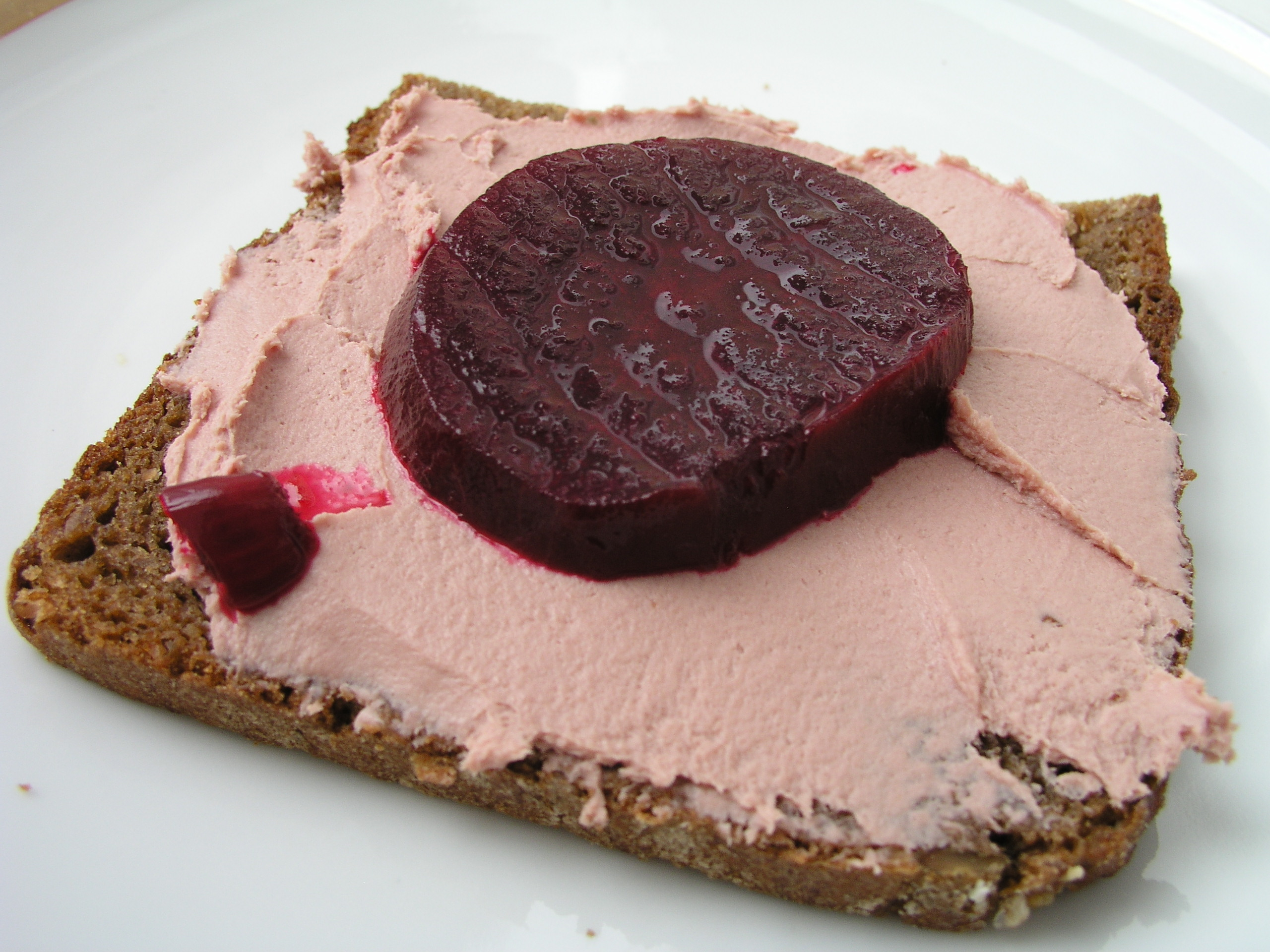
Leverpostej